# Nowina (Wappengemeinschaft)
Nowina bezeichnet ein polnisches Wappen, welches von verschiedenen Familien des polnischen Adels (Szlachta) in der Zeit der polnisch-litauischen Union verwendet wurde.

## Geschichte
Nowina ist eines der ältesten polnischen Wappen, wahrscheinlich stammt es aus dem Frühmittelalter, erstmals dokumentiert ist es seit dem Jahr 1293 auf einem Siegel.
Wahrscheinlich wurde es auch schon früher, zur Markierung von Rindern benutzt.
Schriftlich wurde es im Jahr 1392 erstmals in einem Gerichtsprotokoll erwähnt.
Das Wappen war weitverbreitet in Großpolen sowie den Ländern Krakau, Lublin, Sandomierz and Sieradz.
Nach der Union von Horodło im Jahre 1413 wurden einige Bojarenfamilien in die Gruppe der Wappensinhaber aufgenommen.
Die altangestammten Wappeninhaber wurde von Mikołaj von Sepno vertreten, die neu hinzugekommenen von Mikołaj Bejnar.
Der Legende nach wurde das Wappen offiziell einem polnischen Ritter zugesprochen, der es schon vor der Verleihung in Verwendung hatte. Es wurde ihm verliehen, weil er sich den Fuß abgeschnitten hatte, um seinem Hauptmann, der gemeinsam mit ihm gefangen genommen worden war, die Flucht zu ermöglichen.
Dadurch konnte der Hauptmann wieder an der gerade sich im Gange befindlichen Schlacht teilnehmen, und so den Sieg gemeinsam mit seinen Männern erringen.
Zusätzlich zum Wappen wurde dem Ritter eine Fußprothese aus reinem Gold vom König geschenkt. Aus diesem Grund findet man den goldenen Fuß in der Helmzier des Wappens.
Die Legende wurde erstmals 1696 von Wacław Potocki aufgezeichnet.